# Mosquée de Sofi Mehmed-pacha
La mosquée de Sofi Mehmed-pacha, également connue sous le nom de Jama džamija, est située sur le territoire de la ville de Banja Luka, l'actuelle capitale de la république serbe de Bosnie en Bosnie-Herzégovine. Elle a été construite en 1554 et 1555.
La cour intérieure de la mosquée (en bosnien : harem) abrite un cimetière avec 26 nişans (stèles ottomanes). Cet ensemble funéraire est inscrit sur la liste des monuments nationaux de Bosnie-Herzégovine.

## Description

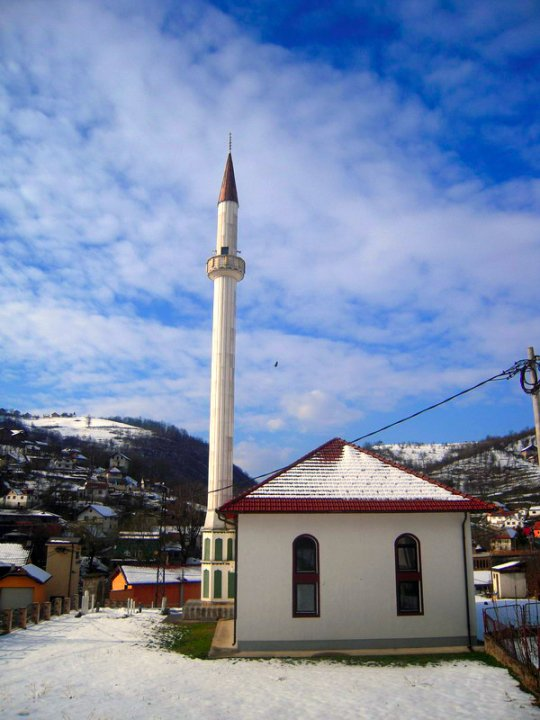
Autre vue de la mosquée, sous la neige